# Seszele na igrzyskach Wspólnoty Narodów
Seszele zadebiutowały na igrzyskach Wspólnoty Narodów w 1990 roku na igrzyskach w Auckland (Nowa Zelandia) i od tamtej pory uczestniczyły we wszystkich organizowanych igrzyskach. Najwięcej medali (2) reprezentacja Seszeli zdobyła w 1998 roku podczas igrzysk w Kuala Lumpur (Malezja) oraz w 2006 roku podczas igrzysk w Melbourne (Australia).

## Klasyfikacja medalowa
| Igrzyska          | Złoto | Srebro | Brąz | Razem |
| ----------------- | ----- | ------ | ---- | ----- |
| 1990 Auckland     | 0     | 0      | 0    | 0     |
| 1994 Victoria     | 0     | 0      | 1    | 1     |
| 1998 Kuala Lumpur | 0     | 2      | 0    | 2     |
| 2002 Manchester   | 0     | 0      | 0    | 0     |
| 2006 Melbourne    | 0     | 0      | 2    | 2     |
| 2010 Nowe Delhi   | 0     | 1      | 0    | 1     |
| Razem             | 0     | 3      | 3    | 6     |

### Według dyscyplin
| Dyscyplina        | Złoto | Srebro | Brąz | Razem |
| ----------------- | ----- | ------ | ---- | ----- |
| Boks              | -     | 2      | 1    | 3     |
| Podnoszenie cięż. | -     | 1      | 1    | 2     |
| Lekkoatletyka     | -     | -      | 1    | 1     |
| Razem             | 0     | 3      | 3    | 6     |